# سل دخني
السل الدخني (بالإنجليزية: Miliary tuberculosis)‏ هو شكل من أشكال مرض السل، والذي يتميز بانتشار واسع للآفات ذات الحجم الصغير (1-5 ملم) في جسم الإنسان.

## معرض صور

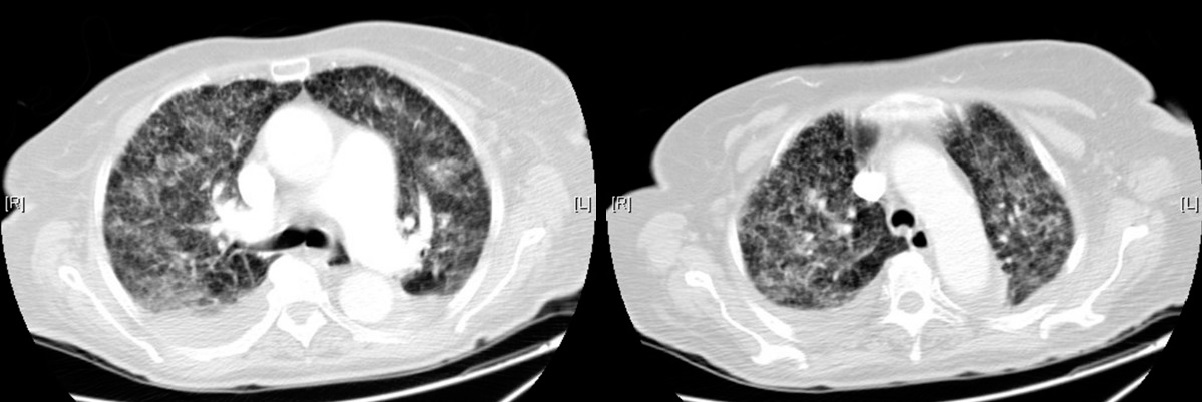
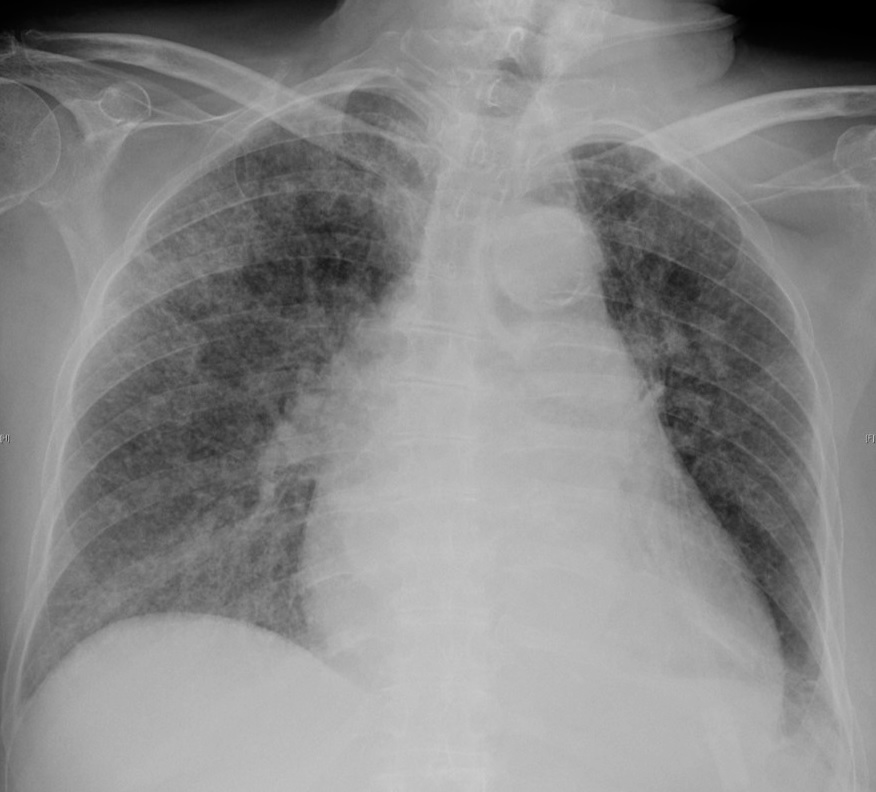
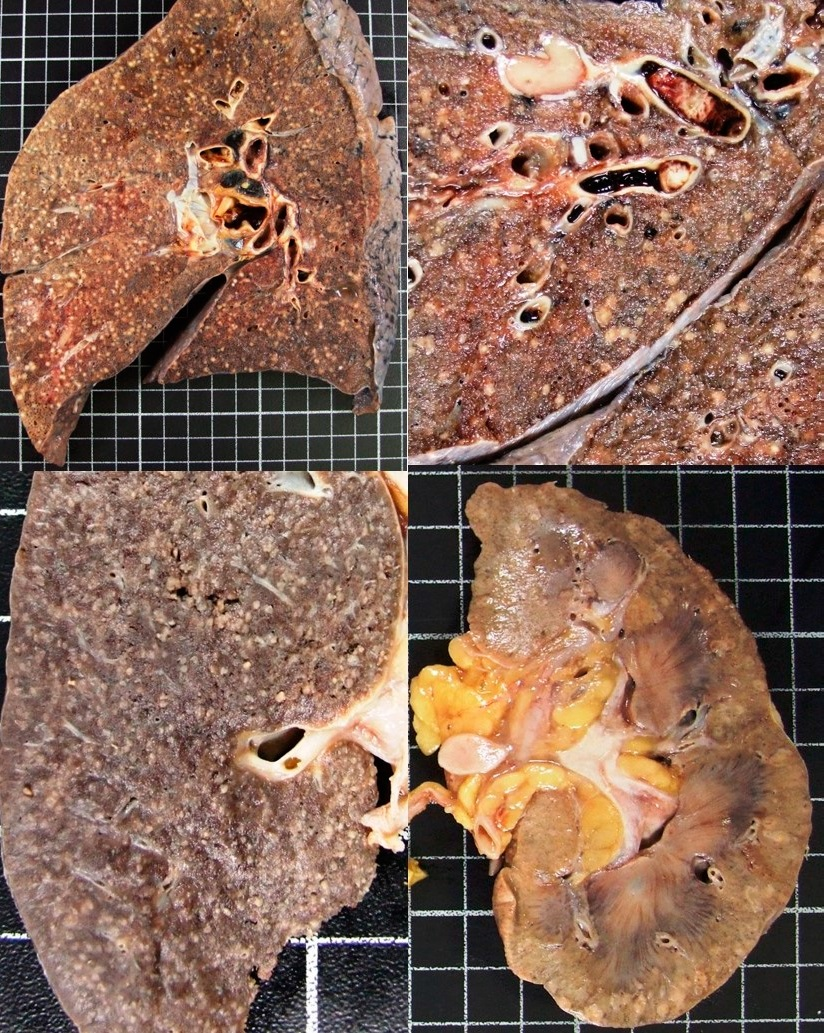
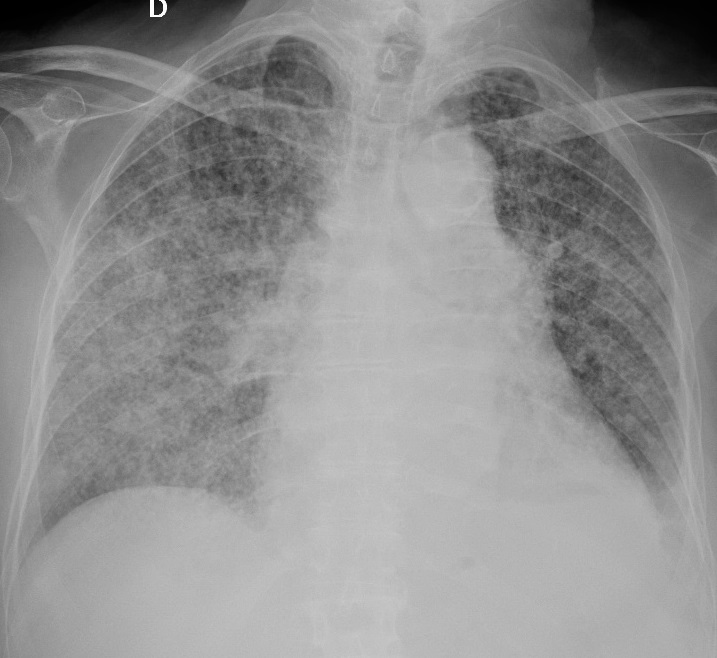
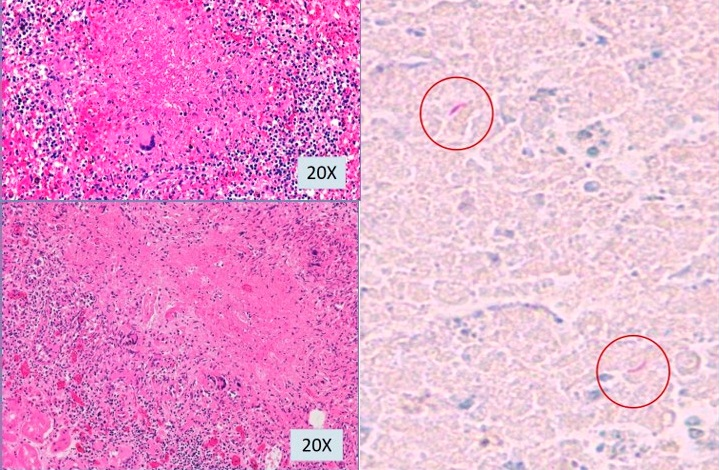